# Ribonuklease A
Ribonuklease A (kort RNase A eller RNAase A) er en endonuklease, der kløver enkeltstrenget RNA. RNase A fra oksedyrs bugspytkirtler er et af de klassiske modelsystemer inden for proteinvidenskaben.

## Historie
Vigtigheden af RNase A fra oksedyrs bugspytkirtler blev sikret, da firmaet Armour and Company oprensede et kilogram af det og gav prøver af 10 mg gratis væk til en hvilken som helst interesseret videnskabsmand. Muligheden for at få en masse af et enkelt rent protein hurtigt gjorde RNase A til et egnet modelprotein.
RNase A var det første modelprotein, der blev brugt til at finde mange spektroskopiske metoder til proteinstruktur vha. assays, inklusiv absorbans, cirkulær dikroisme, Raman-spektroskopi, EPR og NMR-spektroskopi. RNase A var også det første modelprotein til udvikling af flere kemisk strukturelle metoder, såsom afgrænset proteolyse af uordnede segmenter, kemisk modifikation af udsatte sidekæder og antigengenkendelse.
Ribonuklease S, hvilket er RNase A, der er blevet behandlet med subtilisin, var det tredje protein, hvis struktur blev løst (1967).
Studier af oxidativ foldning af RNase A førte Christian B. Anfinsen til at formulere den termodynamiske hypotese for proteinfoldning, hvilken gør rede for, at et proteins foldede form repræsenterer minimummet af dets frie energi. RNase A var det første protein, hvormed effekten af ikke-native isomerer af X-Pro-peptidbindinger i proteinfoldning blev vist. RNase A var ligeledes det første protein, der blev studeret ved mangefold sekvensopretning (MSA) og ved at sammenligne egenskaberne af evolutionært beslægtede proteiner.

## Struktur og egenskaber
RNase A er et relativt lille protein (124 rester, ~13,7 kDa). Det kan karakteriseres som et tolags {\displaystyle \alpha -+\beta }-protein, der er foldet halvt over og ligner en taco med en dyb kløft til binding af RNA-substratet. Det første lag består af tre alfahelicer (resterne 3-13, 24-34 og 50-60) fra den N-terminale ende af proteinet. Det andet lag består af tre β-hårnåle (resterne 61-74, 79-104 og 105-124 fra den C-terminale ende) arrangeret i to β-plader. Hårnålene 61-74 og 105-124 danner en firestrenget, antiparallel β-plade, der ligger på helix 3 (resterne 50-60).  Den længste β-hårnål (79-104) parrer med en kort β-streng (resterne 42-45) og danner en tre-strenget, antiparallel β-plade, der ligger på helix 2 (resterne 24-34).  
RNase A har fire difulfidbindinger i dets native form: Cys26-Cys84, Cys58-110, Cys40-95 og Cys65-72. De første to (26-84 og 58-110) er essentielle for konformationel foldning; hver enkelt binder en alfahelix i det ene lag til en betaplade i det andet lag, hvormed en lille hydrofob kerne dannes. De sidste to svovlbroer (40-95 og 65-72) er mindre essentielle for foldningen; enten den ene eller den anden kan reduceres (blot ikke begge) uden at det påvirker den native struktur under fysiologiske betingelser. Disse svovlbroer forbinder loop-segmenter og er relativt eksponerede for solvent. Svovlbroen 65-72 har en ekstraordinær høj tilbøjelighed til at dannes, specielt mere end hvad ville forventes af dets loop-entropi, både som peptid og som hele proteinet. Dette tyder på, at 61-74 β-hårnålen har stor tilbøjelighed til at folde konformationelt.

## Enzymatisk mekanisme
De positive ladninger på RNase A er hovedsageligt placeret i den dybe kløft mellem de to loops. RNA-substratet ligger i denne kløft og kløves af to katalytiske histidiner, His12 og His119, via et {\displaystyle 2^{\prime }-3^{\prime }} cyklisk fosfatintermediat, der stabiliseres af nærliggende lysiner så som Lys7, Lys41 og Lys66.

## External links
- MeSH Ribonuclease+A